# 保卡爾科利亞區

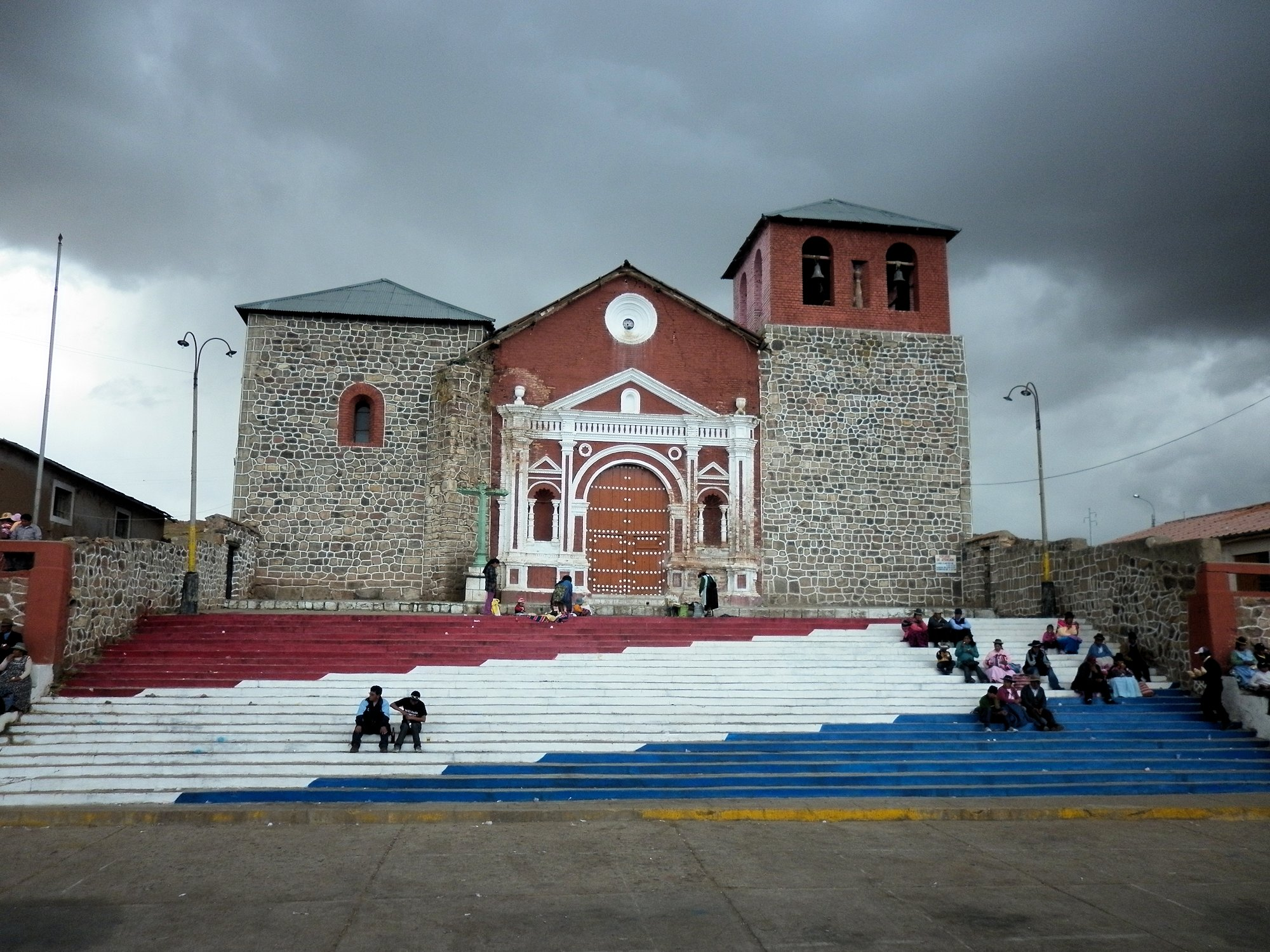

保卡爾科利亞區（西班牙語：Distrito de Paucarcolla），是秘魯的一個區，位於該國東南部普諾大區的普諾省，始建於1854年5月2日，面積170.04平方公里，海拔高度3,847米，2007年人口4,864，人口密度每平方公里29人。